# Podział administracyjny Kościoła katolickiego w Panamie
Podział administracyjny Kościoła katolickiego w Panamie – w ramach Kościoła katolickiego w Panamie funkcjonuje obecnie jedna metropolia, w której skład wchodzi jedna archidiecezja, pięć diecezji i prałatura terytorialna. Ponadto istnieje wikariat apostolski podlegający bezpośrednio do Rzymu.
Jednostki administracyjne Kościoła katolickiego obrządku łacińskiego w Panamie:

## Metropolia panamska
- archidiecezja panamska
  - diecezja Chitré
  - diecezja Colón-Kuna Yala
  - diecezja David
  - diecezja Penonomé
  - diecezja Santiago de Veraguas
  - prałatura terytorialna Bocas del Toro

## Diecezje podległe bezpośrednio doRzymu
- wikariat apostolski Darién